# Karel Appel

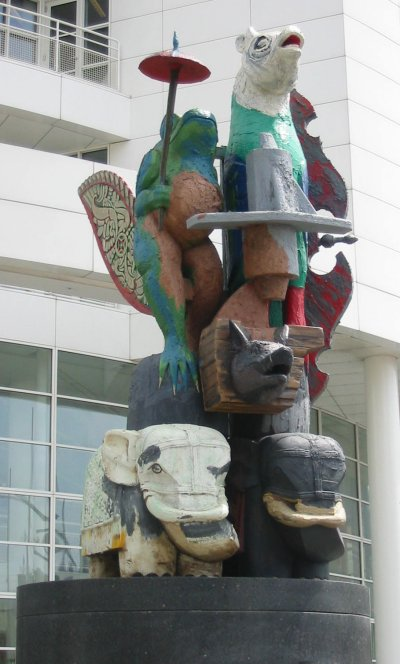
Frog with umbrella 2001, Den Haag

Karel Appel (Amszterdam, 1921. április 25. – Zürich, 2006. május 3.) holland absztrakt expresszionista festő, szobrász.

## Életpályája
Amszterdamban tanult. 1948-ban az egyike volt a CoBrA mozgalom alapítóinak.

## Stílusa
Festészetét az absztrakt expresszionizmushoz sorolják, amelyben nagy hangsúlyt kap az anyag architektúrája.

## Jelentősebb művei
- Ember és állatok, 1953
- Fej és halak, 1954
- Frog with umbrella (Béka esőernyővel), 2001